# 結城司郎次
結城 司郎次（ゆうき しろじ、1901年3月7日 - 1968年11月20日）は、日本の外交官。東京帝国大学法学部政治科卒業。外務省アメリカ局第一課長・同第三課長、通商局第三課長、スウェーデン公使、セイロン（現スリランカ）大使、トルコ大使などを歴任。日米交渉時の来栖三郎特命全権大使の随行員として渡米し、英米への日本側の情報漏洩元として名が挙がったことで知られる。
息子は結城弘隆。
娘は結城美栄子。
孫は岩城滉一の妻・結城アンナ。(結城美栄子は結城アンナの叔母)

## 略歴
福島県奥川村の農業・熊八の四男として生まれ、大正15年に高等試験外交科試験に合格し、昭和２年に東京帝国大学法学部政治科卒業後、外務書記生として英国、外交官補としてドイツに赴任、国際連盟の日本帝国代表者随員を務め、満州国、ポーランド在勤を経て、昭和15年末に外務書記官・叙高等官4等として外務省アメリカ局第一課長に就任、翌年10月には通商局第三課長、同11月に日米交渉のため急遽渡米した来栖三郎特命全権大使の随行員としてワシントンの日本大使館で事務方作業にあたった。
イギリス安全保障調整局(BSC)によると、BSCは日本側の動向を知るために、「静かなカナダ人」と呼ばれた大物スパイのウィリアム・スティーブンソン（暗号名・イントレピッド）の指示の下、在日50年の日本語に堪能なイギリス人を雇ってワシントンの盗聴器付きの一室に結城を何度か誘い出し、結城が話す大量の日本側情報を随時ルーズベルト大統領に報告したという。なお、BSCはニューヨークのロックフェラーセンターの3603号室にあり、BSCの元職員でスティーブンソンの部下だったモンゴメリー・ハイドは1962年の自著『The Quiet Canadian: The Secret Service Story of Sir William Stephenson』（邦訳『3603号室 連合国秘密情報機関の中枢』）でこの件についても触れている。
東京裁判では、真珠湾攻撃の対米最後通告遅延問題に関して証言を行なった。日米覚書手交遅延については現地日本大使館の失態とされたが、結城は「大使館は交渉妥結の希望に支配され覚書で即時対米開戦となることを予想しなかった」、「東京も攻撃開始直前僅々30分間に重大な結果を伴う通告を終えるきわどい芸当をする以上、訓令はもう少し親切であるべきだった」としている。
戦後は終戦連絡九州事務局長、九州連絡調整事務局長、九州地方連絡協議会会長を経て、在ストックホルム日本在外事務所長（1950-1952）、スウェーデン公使（デンマーク公使兼任、1952-1954）、セイロン大使（1955-1957）、トルコ大使（1957-1959）などを歴任した。1961年に日本大学拓植学科講師に就任。訳書に『ワールド・ライブラリー「スカンジナビア」』(リモンド・イネス著、1963年)、『低開発国の経済学』(H.ミント著、木村修三との共訳、鹿島研究所出版会、1965年)がある。1966年まで外務委員会の専門員を務めた。

## 親族
妻の鶴（1909年生）は東京日本橋本町の文具商「市川商店」の四女で東京女学館出身。鶴の父・市川喜七（1865－1922）は家業の市川商店を営みつつ、1903年に肥料商「南鳥島鳥糞燐礦会社（のち南鳥島合資会社）」を共同設立して代表社員となり、1908年には当時日本屈指の鉛筆製造所だった真崎鉛筆（三菱鉛筆の前身）の販売特約店「真崎市川鉛筆株式会社」を設立して取締役を務め、直接国税約1000円を納める資産家だった。
娘は女優の結城美栄子。息子・弘隆（1935年生）は結城のスウェーデン駐在後も現地に残り、20歳でスウェーデン女性と結婚（のちに離婚）、モデルの結城アンナ（1955年生まれ、岩城滉一の妻）はその娘。アンナによると、父親は祖父に結婚を反対されて支援を絶たれたため、1965年に両親とともに来日するまで、母親の実家に一家で身を寄せて暮らしていたという。